# Leiodermatium crassiusculum
Leiodermatium crassiusculum är en svampdjursart som först beskrevs av William Johnson Sollas 1888.  Leiodermatium crassiusculum ingår i släktet Leiodermatium och familjen Azoricidae. Inga underarter finns listade i Catalogue of Life.